# Dwór „Ludwikowo” w Legnicy
Dwór „Ludwikowo” w Legnicy – zabytkowy dwór wybudowany pod koniec XIX w. Obiekt jest częścią zespołu dworskiego w skład którego wchodzą jeszcze: park z aleją, oficyna mieszkalno-gospodarcza, obora, spichrz z bramą, stodoła, stajnia.